# Apoclea obscura
Apoclea obscura är en tvåvingeart som beskrevs av Oskar Theodor 1980. Apoclea obscura ingår i släktet Apoclea och familjen rovflugor.
Artens utbredningsområde är Israel. Inga underarter finns listade i Catalogue of Life.